# 外国法人
外国法人（がいこくほうじん）とは、何らかの意味において、外国に属するものとされる法人をいう。

## 抵触法上の外国法人に対する取扱い
従属法（属人法）が外国法である法人が外国法人である。従属法が何であるかについては、主として、設立準拠法主義と本拠地法主義の対立がある。

## 外人法上の外国法人に対する取扱い
実質法において、外国法人に特別の規制（権利能力の制限など）を課す規定は多数の法律にみられる。このように外国人や外国法人に関する実質法上の法規範を外人法という。
法律によっては、株主や役員の国籍等に着目して外国法人を定義し特別の取り扱いを定めるものがみられる。

## 日本法における外国法人
日本の抵触法における通説においては、設立準拠法主義が採用されている。
通説によれば、従属法上認められる法人格は当然に日本法上も承認される（したがって抵触法上外国法人に対する特別の取扱いは存在しない。）が、外人法としての民法35条により日本国内における活動が規制されるものとされる。一方、少数説（民法の起草者の見解でもある。）によれば、外国国家による国家行為としての法人格の付与が、民法35条により限定的に承認されるものと解しており、同条は抵触法上の規定として理解されることとなる。
外人法上の外国法人に対する規制は多数にわたり、その定義はさまざまである。例えば、外国人土地法においては、相互主義の下で外国法人の土地に関する権利能力を制限し得ることとしており、航空法においては、外国法人はその所有する航空機の登録を得ることができないとされているが、それぞれ外国法人は独自に定義されている。特に明文の定義がない場合には、通常、外国法に準拠して設立された法人を意味するものと解されている。